# Świerczyna (osada leśna w powiecie kaliskim)
Świerczyna – osada leśna w Polsce, w województwie wielkopolskim, w powiecie kaliskim, w gminie Brzeziny.
W latach 1975–1998 miejscowość należała administracyjnie do województwa kaliskiego.